# جائزة روسيا الكبرى 2020
جائزة روسيا الكبرى 2020 (بالروسية: Гран-при России 2020 года)‏ هو سباق فورمولا 1
أقيم بتاريخ 27 سبتمبر 2020 في مضمار سوتشي للسيارات، روسيا، وكان السباق 10 من أصل 17 في بطولة العالم لسباقات فورمولا 1 موسم 2020، وكان أول المنطلقين لويس هاملتون.
فاز بالمركز الأول  فالتيري بوتاس، وكان صاحب أسرع لفة فالتيري بوتاس بزمن قدرة 97.030 ثانية.